# Dzianiski Potok
Dzianiski Potok (Dzianiszanka) – potok, prawy dopływ Czarnego Dunajca o długości 8,26 km i powierzchni zlewni 11,4 km². 
Potok spływa przez miejscowość Dzianisz na Pogórzu Spisko-Gubałowskim. Orograficznie prawe zbocza jego doliny tworzy odbiegający od Palenicy Kościeliskiej grzbiet ze szczytami Gruszków Wierch, Tominów Wierch i Ostrysz, lewe odbiegający od Palenicy Kościeliskiej grzbiet zwany Iwańskim Wierchem. Najwyżej położone źródła potoku znajdują się na wysokości około 1080 m, jego spadek wynosi więc około 280 m. Uchodzi do Czarnego Dunajca na wysokości około 800 m.
Dzianiski Potok spływa krętym korytem w kierunku północno-zachodnim.  Posiada kilka dopływów. W kierunku jego biegu są to: Paługów Potok, Ptasiów Potok, Golów Potok, Kijów Potok, Zająców Potok. Wszystkie wymienione są lewostronne, jednakże istnieją też mniejsze potoki prawostronne.